# Slow Movement
O Slow Movement é um movimento que propõe uma mudança cultural para a desaceleração da vida cotidiana. A ideia surgiu quando Carlo Petrini realizou um protesto contra a inauguração de um restaurante McDonald's na Piazza di Spagna, em Roma, em 1986. Nesse contexto, surgiu o movimento Slow Food. Com o tempo, esse princípio “Slow”  foi sendo aplicado em outras áreas, como o Cittaslow, que poderia ser traduzido como cidade lenta.

## Segundo Carl Honoré
O livro de Carl Honoré de 2004, In Praise of Slowness  (com tradução para português em 2005 sob o título “Devagar” ), explorou pela primeira vez como a filosofia "Slow" pode ser aplicada em todos os campos da atuação humana e cunhou a expressão "slow motion". Honoré descreve o Slow Movement assim:
"É uma revolução cultural contra a noção de que mais rápido é sempre melhor. A filosofia Slow não é fazer tudo a um ritmo de caracol. Trata-se de tentar fazer tudo à velocidade certa. Saboreando as horas e minutos em vez de apenas contá-los. Fazendo tudo o que for possível, em vez de ser o mais rápido possível. É sobre ter qualidade em detrimento da quantidade em tudo, desde o trabalho até a comida e a criação dos filhos”.
O mesmo autor, em outro trecho, adiciona sobre o movimento:
“Ser devagar significa controlar os ritmos da nossa vida. É você que decide em que velocidade deve andar em determinado contexto. Se hoje eu quiser andar depressa, vou depressa; se amanhã quiser andar devagar, vou devagar. Estamos lutando pelo direito de determinar nosso próprio andamento”.

## Valores:[4]
- Valorização de um desenvolvimento durável e sustentável ao invés de um crescimento de desgaste rápido;
- Respeito às diversidades ambientais, locais, culturais e individuais;
- Proximidade e humanização, cuidado e atenção às pessoas de forma personalizada e flexível, em oposição à produção em série, à impessoalidade e desumanização;
- Valorização da qualidade em vez da quantidade;
- Respeito pelos ritmos naturais, pessoais e sociais;
- Conciliação e integração das diferentes áreas de vida (educação, saúde, relacionamentos, família, trabalho, lazer) numa perspectiva multidimensional e holística;
- Equilíbrio entre os extremos e moderação aos excessos de forma a minimizar as assimetrias e os fundamentalismos;
- Bem-estar e realização do potencial do indivíduo, do território e da comunidade;
- Valorização da simplicidade voluntária e uso responsável dos recursos materiais.

## Vertentes
Há diversas vertentes do movimento slow relacionadas a diferentes aspectos da vida, que vêm se desenvolvendo em especial na Europa e nos países desenvolvidos: Slow Food , Slow Cities, Slow Fashion, Slow Aging, Slow School, Slow Travel, Slow Books, Slow Living, Slow Money, Slow Beauty, Slow Sex (OneTaste).
Infelizmente, no Brasil, ainda não temos muitos movimentos estruturados dessa corrente. Há apenas o Movimento Slow Food Brasil 